# 北海北站 (北京地铁)

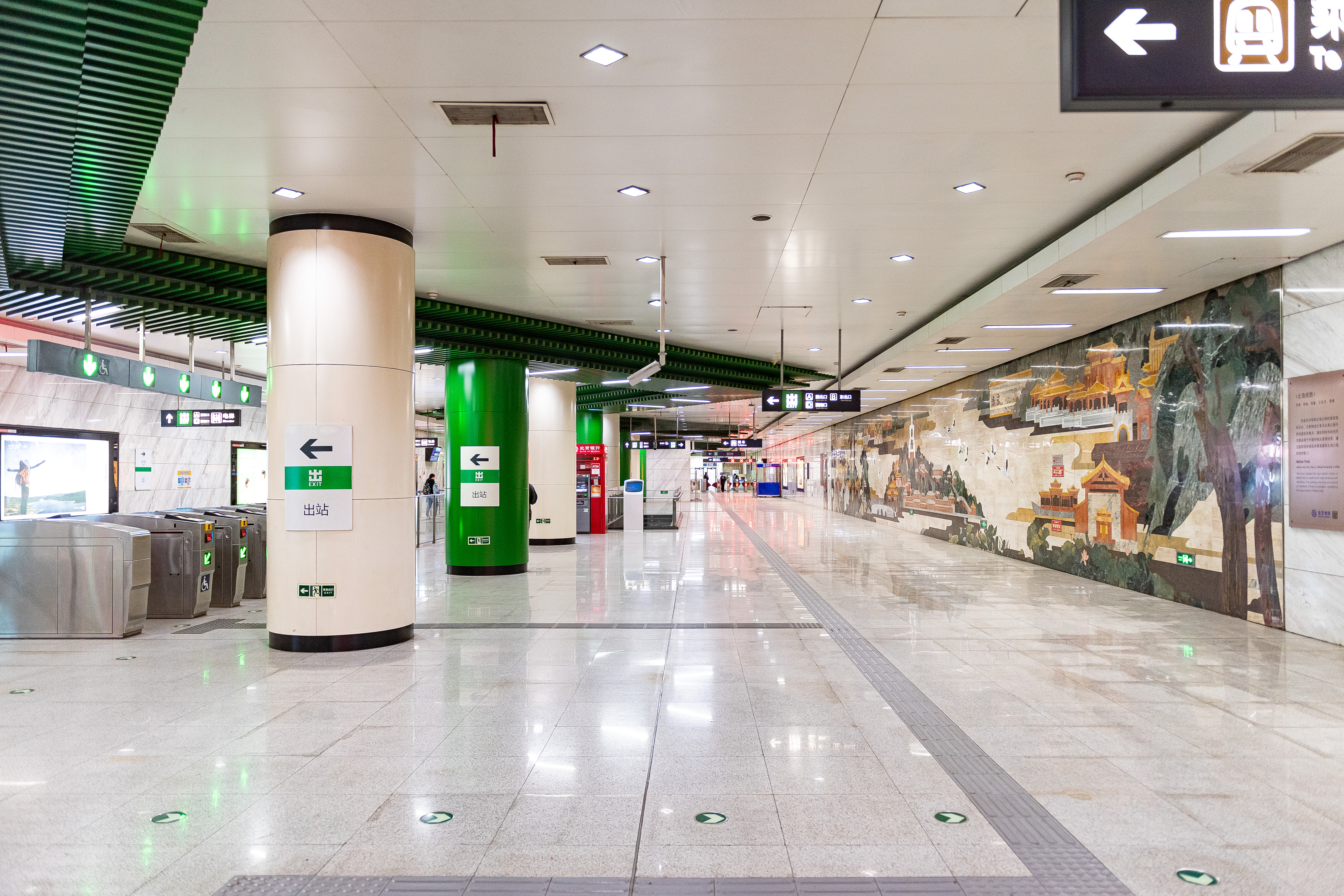
站厅（2021年3月摄）

北海北站是一个位于中国北京市西城区什刹海街道地安门西大街北京四中东校区前，属于北京地铁6号线的地铁车站。车站因位于北海公园北侧（临近北海公园北门）而得名。北海北车站随着6号线一期工程于2012年12月30日开通投入运营。

## 位置
北海北站地处北海公园北门西侧，北邻贤良祠，位于地安门西大街（平安大街，东西向）地下，呈东西走向。

## 结构
北海北站为地下二层车站，岛式站台设计。受地理条件限制以及出于地面历史建筑文物保护原因，车站主体为单柱双联拱双层框架结构，主要采用暗挖施工。地下一层为站厅层，地下二层为站台层。车站总长258.5米，有效站台长度为158米，站台宽10.8米。
站厅设有包括自助取款机、自助查询机等自助服务设施供乘客使用。
| 地面层          | 出入口                    | A-D出入口                                          |
| 地下一层 站厅层 | 站厅                      | 问讯/票务服务、自动售票机、一卡通充值 自助服务设施 |
| 地下二层 站台层 |                           | █ 6号线往金安桥（平安里）                          |
| 地下二层 站台层 | 岛式站台，左侧開门        |                                                    |
| 地下二层 站台层 | █ 6号线往潞城（南锣鼓巷） |                                                    |

|  |

## 出入口
北海北站站厅两端北侧的通道是通往地安门西大街北侧的西北 (A)、东北 (B) 出入口，站厅中部南侧的通道是通往地安门西大街南侧的西南 (D) 出入口。西南 (D) 出入口去往北海公园北门最近。
|                       |                      |                                                          |      |            |
| 编号                  | 指示                 | 建议前往的目的地                                         | 照片 | 无障碍设施 |
| 出口 · A · 升降机标志 | 地安门西大街（北侧） | 北海宾馆、齐鲁饭店、东福寿里、西福寿里、兴华胡同、贤良祠 |      |            |
| 出口 · B              | 地安门西大街（北侧） | 郭沫若故居、龙头井街、恭王府、荷花市场、什刹海体育学校   |      | 不適用     |
| 出口 · D              | 地安门西大街（南侧） | 教场胡同、北京市第四中学东校区、北海公园北门             |      | 不適用     |
| 註： 設有             |                      |                                                          |      |            |

## 装饰
北海北车站将传统园林中回廊的重檐飞椽元素运用在车站顶棚装饰方案中，采用仿中国古代建筑的绿色琉璃重檐飞椽装饰，体现北海的皇家园林印象。
车站设有《北海揽胜》、《廊下琼华》和《月中静心》三幅壁画。
- 《北海揽胜》位于站厅侧墙，长30米，高3.6米，由50余种、共计144块石材拼接镶嵌而成；壁画采用中国传统古建测绘技法，以北海公园代表性建筑和景点为主要构成元素，充分体现北海公园的皇家园林文化[6]。
- 《廊下琼华》和《月中静心》分别位于站台两端，将北海中最具代表性的白塔和静心斋寄寓在园林景窗之内，使乘客在行进的列车中对北海的形象一目了然[7]。

- 站厅层顶棚的绿琉璃色调重檐飞椽装饰
- 站厅层及《北海揽胜》壁画(自东向西看)
- 站厅层及《北海揽胜》壁画(自西向东看)
- 站台层《廊下琼华》壁画